# 박시백
박시백(한국 한자: 朴時伯, 1964년 11월 23일 ~ )은 제주 출신의 만화가다. 대표작으로는 "박시백의 조선왕조실록" 시리즈가 있다.

## 간략 소개
1964년 11월 23일 제주에서 태어났다. 고려대학교 경제학과에 입학해 학생운동을 하면서 총학생회 신문에 만화를 그렸다.
1996년 한겨레 만평담당자 모집에 응모해 당선되었다. 박재동의 뒤를 이어 2001년 4월까지 한겨레에서 '박시백의 그림세상'을 연재했다.
박시백의 시사만화는 사건의 전후 맥락과 작가의 논평 등을 포함하는 조금은 긴 형식이었다.
2003년부터 야사를 배격하고 실록을 바탕으로 사실에 기초한 "박시백의 조선왕조실록" 시리즈 스무권을 10년에 걸쳐 출간하였다.

## 저서
- 2002년 "박시백의 그림세상-우리시대의 자화상" (이터컴미디어)
- 2003년 ~ 2013년 "박시백의 조선왕조실록" (휴머니스트)
- 2009년 청년백범 지음, 박시백 그림 "김구 아름다운 나라를 꿈꾸다" (한겨레아이들)
- 2014년 "사노라면-그 시절 IMF의 추억" (휴머니스트)
- 2014년 "둥지 안의 작은 행복-삶을 이끄는 누군가 있다는 것" (휴머니스트)
- 2017년 남경태, 박시백, 신병주, 김학원 "역사 토크 박시백의 조선왕조실록 1, 2" (휴머니스트)
- 2018년 "35년" (전 7권, 비아북)[1][2]
- 2022년 ~ 2024년 "박시백의 고려사" (휴머니스트)
- 2025년 "이재명의 길" (비아북)

## 수상
- 2003년 대한민국 만화·애니메이션·캐릭터 대상 우수상
- 2013년 제10회 부천만화대상 대상

## 기사 출처
1. ↑  조일준 (2018년 1월 4일). ““항일투쟁과 친일부역, 역사 속 제자리 찾아줘야””. 《한겨레》.
2. ↑  허윤희 (2020년 8월 10일). “"독립운동가도 친일부역자도 올바로 알리고자 그렸다””. 《한겨레》.